# 张晖 (北宋)
张晖（？—964年），幽州大城（今河北大城县）人，五代十国至北宋初将领。
后唐清泰初年，张晖隶控鹤军，官至弩手都头。后晋时，张晖多次和契丹作战，开运末年，为弩手指挥使，以功领怀州军。后汉乾祐初年为缘汉都巡检使，领唐州。后周广顺年间，召为步军左厢排阵使，改任沂州刺史。宋朝建立，从宋太祖征泽州、潞州，为行营壕砦使，率先陷阵，转任华州团练使。乾德二年（964年），充任西川行营先锋都指挥使，督兵开大散关路，安抚士卒，在青泥岭去世。